# Blabomma sylvicola
Blabomma sylvicola is een spinnensoort uit de familie van de waterspinnen (Cybaeidae).
De wetenschappelijke naam van de soort werd in 1937 als Chorizommoides sylvicola (foutief als "sylvicolus") gepubliceerd door Ralph Vary Chamberlin & Wilton Ivie.